# Уолбрук, Антон
Антон Уолбрук (англ. Anton Walbrook; настоящие имя и фамилия Адольф Антон Вильгельм Вольбрюк, нем. Adolf Anton Wilhelm Wohlbrück; 19 ноября 1896, Вена — 9 августа 1967, Гаратсхаузен) — австрийский актёр, с 1937 года жил и работал в Великобритании. Специализировался на ролях благородных иностранцев.

## Биография
Предки Уолбрука были циркачами. Сценическому мастерству он учился у Макса Рейнхардта. В кино дебютировал в 1922 году. В 1930-е годы прослыл покорителем женских сердец благодаря ролям в немецких фильмах «Виктор и Виктория» (1933) с Ренатой Мюллер и «Венский маскарад» (1934) с Ольгой Чеховой.
В 1936 году принял приглашение приехать в Голливуд для досъёмок материала к более ранней картине «Михаил Строгов», которую планировалось адаптировать для американской аудитории. Будучи гомосексуалом, в нацистскую Германию решил не возвращаться. Его приглашали на роли иностранцев — принца Альберта в двух фильмах 1936 и 1937 годов, преступного мужа в первой версии «Газового света» (1939).
В 1940-е годы Уолбрук становится постоянным участником кинопроектов «Лучников» — Майкла Пауэлла и Эмерика Прессбургера. К числу его лучших ролей принадлежат немецкий офицер Тео в «Жизни и смерти полковника Блимпа» (1943) и балетный импресарио Лермонтов в «Красных башмачках» (1948), исполнил главную роль в британской экранизации Пушкина «Пиковая дама» (1949).
Прежде чем объявить о завершении кинокарьеры в 1957 году, Уолбрук снялся в двух знаменитых картинах Офюльса — «Карусель» (1950) и «Лола Монтес» (1955).

## Источник
- Биография на сайте Allmovie